# Scorpion (album)
Scorpion è il secondo album della rapper Eve, pubblicato il 6 marzo 2001 dalla Ruff Ryders Entertainment e Interscope Records. L'album ha debuttato alla quarta posizione della Billboard 200 ed è stato certificato disco di platino dalla RIIA. L'album contiene brani di successo come Who's That Girl? e Let Me Blow Ya Mind, con Gwen Stefani. Il titolo dell'album fa riferimento al fatto che Eve è del segno zodiacale dello scorpione.

## Tracce
1. Intro - 0:18
2. Cowboy - 3:15
3. Who's That Girl? - 4:42
4. Let Me Blow Ya Mind (featuring Gwen Stefani) - 3:49
5. 3 Way (Skit featuring Erex e Stevie J) - 0:41
6. You Had Me, You Lost Me - 4:21
7. Got What You Need (featuring Drag-On e Swizz Beatz) - 3:52
8. Frontin' (Skit) - 0:43
9. Gangsta Bitches (featuring Da Brat e Trina) - 4:24
10. That's What It Is (featuring Styles P) - 3:40
11. Scream Double R (featuring DMX) - 3:41
12. Thug in the Street (featuring The Lox and Drag-On) - 5:02
13. No, No, No (featuring Damian Marley e Stephen Marley con elementi della Ghetto Organ di Jackie Mittoo) - 5:37
14. You Ain't Gettin' None - 4:11
15. Life Is So Hard (featuring Teena Marie) - 4:55
16. Be Me (featuring Mashonda Tifrere) - 4:09